# Henckelia burttii
Henckelia burttii là một loài thực vật có hoa trong họ Tai voi (Gesneriaceae). Loài này được Brian Laurence Burtt và Gopinath Panigrahi mô tả khoa học đầu tiên năm 1965 dưới danh pháp Chirita reptans.
Năm 2011, D.J.Middleton & Mich.Möller chuyển nó sang chi Henckelia. Tuy nhiên danh pháp Henckelia reptans đã bị chiếm chỗ trước từ năm 1827 khi Curt Polycarp Joachim Sprengel sử dụng tên này để chuyển loài Didymocarpus reptans Jack, 1820 sang chi Henckelia (hiện tại có danh pháp chính thức là Codonoboea reptans (Jack) C.L.Lim, 2011 - có trong khu vực Malaysia bán đảo); vì thế các tác giả đã dùng tính từ burttii để đặt tên cho loài này, nhằm vinh danh Brian Laurence Burtt - đồng tác giả đặt danh pháp Chirita reptans.
Loài này được tìm thấy ở miền bắc Myanmar.